# Бикоа
Бикоа (фр. Bucquoy) насеље је и општина у североисточној Француској у региону Север-Па д Кале, у департману Па де Кале која припада префектури Арас.
По подацима из 2011. године у општини је живело 1.514 становника, а густина насељености је износила 72,79 становника/km². Општина се простире на површини од 20,8 km². Налази се на средњој надморској висини од 124 метара (максималној 154 m, а минималној 105 m).

## Демографија
| 1962. | 1968. | 1975. | 1982. | 1990. | 1999. | 2011. |
| ----- | ----- | ----- | ----- | ----- | ----- | ----- |
| 1.320 | 1.344 | 1.307 | 1.253 | 1.243 | 1.218 | 1.514 |

График промене броја становника у току последњих година